# Брендан Ґарард
Брендан Ґарард (англ. Brendan Garard, 6 грудня 1971) — австралійський хокеїст на траві.
Бронзовий призер Олімпійських Ігор 1996 року.